# 퀴즈 주부대학
《퀴즈 주부대학》은 한국방송공사의 KBS 2TV에서 방송되었던 주부대상 퀴즈 프로그램이었다.

## 같이 보기
- 퀴즈 대한민국 (종영)
- 우리말 겨루기
- 1 대 100 (종영 및 다시보기 불가)
- 도전! 골든벨 (종영)